# John W. Snow
John William Snow (ur. 2 sierpnia 1939 w Toledo) – amerykański polityk, ekonomista, prawnik, sekretarz skarbu w administracji George’a W. Busha.
Uczęszczał do Kenyon College w Ohio, następnie studiował w University of Toledo. W 1965 roku uzyskał doktorat z ekonomii w University of Virginia, a w 1967 tytuł doktora praw w George Washington University Law School. Następnie, do 1972 pracował w kancelarii prawnej w Waszyngtonie. W latach 1972–1977 pracował w administracji rządowej, w Departamencie Transportu, skąd odszedł do sektora prywatnego po objęciu urzędu prezydenta przez Jimmy’ego Cartera. Na początku lat 90. został prezesem i dyrektorem generalnym firmy CSX Corporation. 13 stycznia 2003 roku prezydent George W. Bush powołał go na stanowisko sekretarza skarbu.